# Cédric Bah
Cédric Bah (Treichville, 11 maggio 1994) è un cestista ivoriano.
È il figlio di Florent Bah.

## Carriera
Con la Costa d'Avorio ha disputato due edizioni dei Campionati africani (2017, 2021).

## Palmarès
- Coppa di Francia: 1

Strasburgo: 2014-15